# Relaciones Burkina Faso-España
Las relaciones Burkina Faso-España son las relaciones bilaterales entre estos dos países. Burkina Faso no tiene una embajada en España, sin embargo su embajada en París, Francia está acreditada ante España y mantiene consulados honorarios en Almería, Barcelona, Madrid y en Valencia. España no tiene embajada en Burkina Faso pero su embajada en Abiyán, Costa de Marfil está acreditada ante Burkina Faso y mantiene un consulado en Uagadugú.

## Relaciones diplomáticas
España mantiene relaciones diplomáticas con Burkina Faso desde el 27 de noviembre de 1964.
La Embajada de España en Abiyán se ocupa, en régimen de acreditación múltiple, de las relaciones bilaterales con Burkina Faso. Hay un viceconsulado honorario de España en Uagadugú.

## Cooperación
Burkina Faso no ha sido tradicionalmente país de cooperación para España, ni figura en el actual Plan Director de la Cooperación Española (2013-2016) como país de asociación. Según el CAD, está clasificado como PMA. Es uno de los países más pobres del mundo, ocupando el puesto 181 de un total de 187 en el Índice de Desarrollo Humano de Naciones Unidas.